# نواف الجناحي
نواف الجناحي (7 فبراير 1977-)، ممثل و مخرج و مؤلف إماراتي .

## حياته
ولد في مدينة أبوظبي، درس السينما في الولايات المتحدة وعاد إلى الإمارات ليعمل بها كمخرج وكاتب، له العديد من الأفلام التي أنتجها وإخرجها منها أفلام قصيرة حازت على الجوائز كفيلم “طريق" (2003) وفيلم "الدائرة" الذي شارك في العديد من المهرجانات السينمائية الدولية. من أشهر أفلامه فيلم “ظل البحر” الذي عُرض في مهرجان أبوظبي السينمائي عام 2011.

## أعماله

### تمثيل
- 2009: الجيران (مسلسل).

- 2009: الدائرة (فيلم).

- 2001: حاير طاير (مسلسل).

- 2000:ابن سحتوت (مسلسل).

### تأليف
- 2009: الدائرة (فيلم).

### الإخراج
- 2011: ظل البحر (فيلم).

- 2009: الدائرة (فيلم).

- 2006: مرايا الصمت (فيلم قصير).

- 2003: شمس القوايل (مسلسل).

- 2002:عمى ألوان (مسلسل).